# Tabellen en Platen voor de Javaansche Orchideen
Tabellen en Platen voor de Javaansche Orchideen (abreviado Tab. Pl. Jav. Orchid.) es un libro con ilustraciones y descripciones botánicas que fue escrito por el naturalista, botánico alemán-holandés Carl Ludwig Blume y publicado en Yakarta en el año 1825.